# 宮内正義
宮内 正義（みやうち まさよし）は、日本の電気工学者。愛媛大学名誉教授。電気学会四国支部1998支部長。計測自動制御学会四国支部1997評議員。日本産業技術教育学会第41回全国大会座長。

## 略歴
1958年大阪工業大学工学部電気工学科卒業。同大学助手を経て、1970年愛媛大学に着任。1979年同大学教育学部教授。2000年定年退官、愛媛大学名誉教授。
2013年秋の叙勲で瑞宝中綬章受章。
主な所属学会は、電気学会、日本産業技術教育学会、計測自動制御学会、電子情報通信学会。

## 主な研究
- 超低周波用スイッチモード方式全域通過回路[5]
- スイッチモード方式変圧器(トランスフォーマ)
- 移相機能付PWM正弦波インバータの一形式
- PWM演算増幅器について
- 電界効果トランジスタ(FET)とTrを組み合わせた負性コンダクタンス回路とその応用